# リン青銅

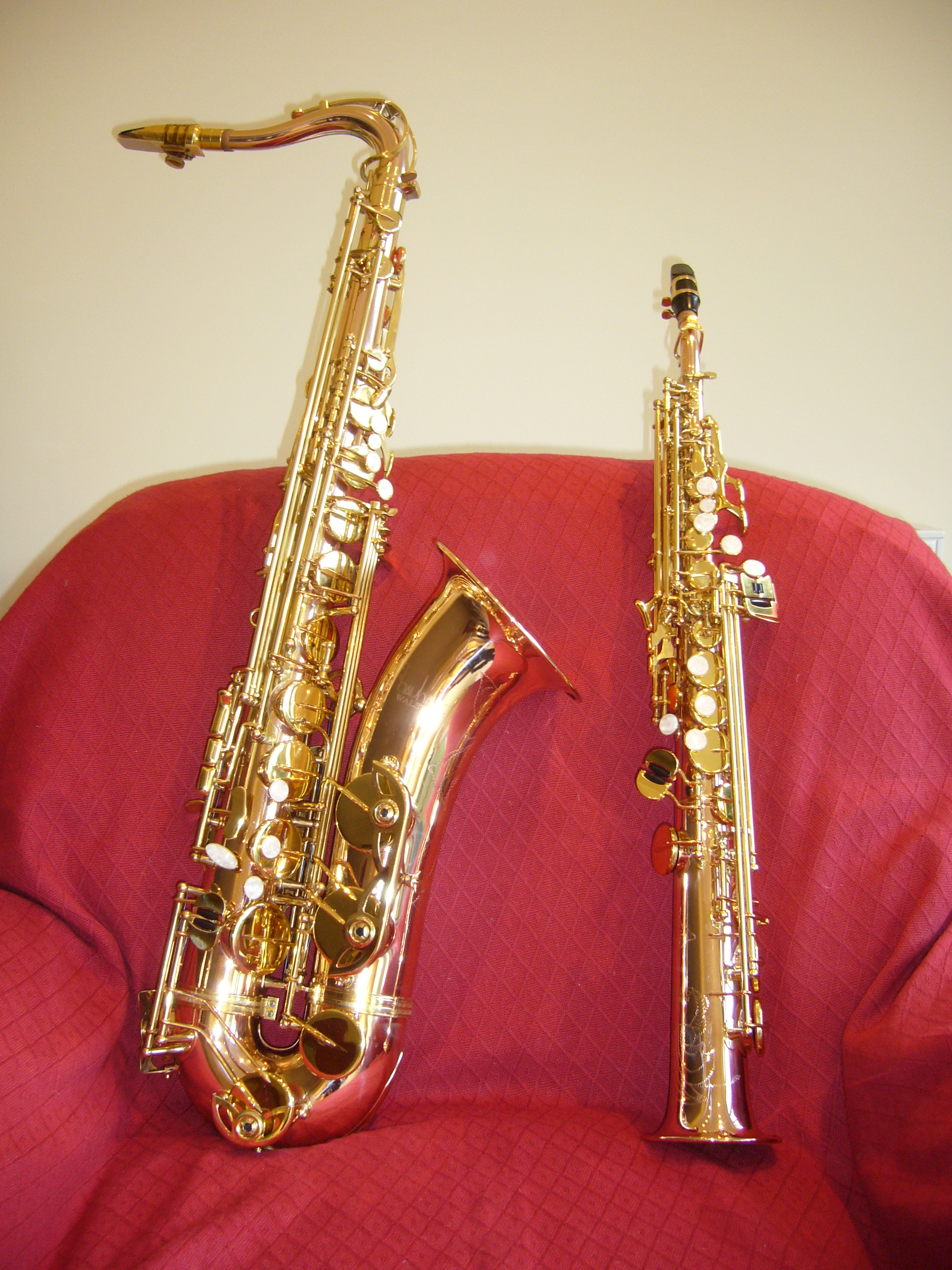
リン青銅製のサキソフォン

リン青銅（リンせいどう、英: phosphor bronze）は、銅(Cu)を主成分とし、錫(Sn)を含む青銅の一種である。青銅の脱酸にリン(P)を用いるため、合金中にわずかにリンを含有している。

## 特徴
溶解鋳造時にリンを添加することにより脱酸を行う。同時に、溶湯の湯流れが良くなることで鋳造性を向上させている。リン青銅は強度が高い上にバネ性に優れ、曲げ・絞りの加工性が良好であるなどの機械的性質に加え、電気伝導率が高いことから、各種コネクタ、リレー（継電器）端子、ベアリングフレーム、ブレード材などの工業製品の素材として広く利用されている。
また、通常の青銅と比べて音響特性が良いため、管楽器やシンバルなどの材料としても用いられる。
青銅は古くから知られている合金であるが、リン青銅は歴史が比較的新しく、鉄で大型製品の均一鋳造を行う技術がなかった19世紀頃に、当時の大砲の鋳造に用いられていた。第二次大戦後、電子部品の軽量化・小型化が進む中で、上記のような特徴を備えたリン青銅の活用が始まった。その後、とりわけデジタル家電製品や携帯電話等の普及と共に、現在のようなリン青銅の用途が確立した。

## 材料記号
銅合金として、JIS規格の材料記号は頭文字Cで始まる4桁記号で表される。なお、以下に示すものは旧JIS（2006。2013年10月21日までの経過措置期間あり）も含む。詳細は「参考文献」節のJIS H 3110を参照。
- リン青銅
  - C5050： 錫1.0～1.7％、リン 0.15％以下、残りが銅
  - C5111： 錫3.5～4.5％、リン 0.03～0.35％、残りが銅
  - C5102： 錫4.5～5.5％、リン 0.03～0.35％、残りが銅
  - C5191： 錫5.5～7.0％、リン 0.03～0.35％、残りが銅
  - C5212： 錫7.0～9.0％、リン 0.03～0.35％、残りが銅
- ばね用リン青銅
  - C5210： 錫7.0～9.0％、リン 0.03～0.35％、残りが銅
  - C5240： 錫9.0～11.0％、リン 0.03～0.35％、残りが銅

## 関連文献
- MurakawaKiyoshi『圧延した低錫りん青銅版のたわみの塑性』1952年。